# مارگو رابی
مارگو الیز رابی (انگلیسی: Margot Elise Robbie؛ زادهٔ ۲ ژوئیهٔ ۱۹۹۰) بازیگر و تهیه‌کنندهٔ استرالیایی است. او برای بازی در فیلم‌های مستقل و بلاکباسترها مشهور است و افتخارات گوناگونی شامل سه نامزدی در مراسم اسکار، چهار نامزدی در گلدن گلوب و شش نامزدی در فیلم بفتا دارد. مجلهٔ تایم در سال ۲۰۱۷ او را یکی از ۱۰۰ شخص تأثیرگذار در جهان نامید و در سال ۲۰۲۳ از سوی فوربز به‌عنوان بازیگر زن با بیشترین دستمزد در جهان معرفی شد.
رابی در کوئینزلند زاده و بزرگ شد و حرفه‌اش را در سال ۲۰۰۸ با مجموعهٔ تلویزیونی همسایه‌ها آغاز کرد که تا سال ۲۰۱۱ در آن بازیگری ثابت بود. پس از نقل مکان به آمریکا، او نقش اصلی مجموعهٔ تلویزیونی پان ام (۲۰۱۱–۲۰۱۲) را داشت و نقش برجستهٔ او مربوط به فیلم کمدی سیاه گرگ وال استریت (۲۰۱۳) بود. او با بازی در نقش جین پورتر در افسانهٔ تارزان (۲۰۱۶) و هارلی کوئین در فرنچایزهای رسانه‌ای دنیای توسعه‌یافته دی‌سی که از جوخهٔ انتحار (۲۰۱۶) آغاز شد، به شهرت بیشتری دست یافت.
رابی بابت به تصویر کشیدن اسکیت‌باز تونیا هاردینگ در فیلم زندگی‌نامه‌ای من تونیا هستم (۲۰۱۷)، نامزد دریافت جایزهٔ اسکار بهترین بازیگر زن شد. این تحسین با بازی در نقش ملکه الیزابت یکم در ماری ملکه اسکاتلند (۲۰۱۸)، شارون تیت در روزی روزگاری در هالیوود (۲۰۱۹) و کارمند فاکس نیوز در بامب‌شل (۲۰۱۹) ادامه پیدا کرد. او برای فیلم آخر نامزد دریافت جایزهٔ اسکار بهترین بازیگر نقش مکمل زن شد. رابی از آن زمان نقش بازیگری مشتاق در فیلم تاریخی بابیلون (۲۰۲۲) و باربی در کمدی فانتزی باربی (۲۰۲۳) را بازی کرده‌است. باربی پرفروش‌ترین اکران او شد و به‌عنوان تهیه‌کننده‌اش، نامزد جایزهٔ اسکار بهترین فیلم گردید.
رابی و همسرش، فیلم‌ساز تام آکرلی، مشترکاً کمپانی تولیدی لاکی‌چاپ انترتینمنت را در سال ۲۰۱۴ بنیان نهادند. آن‌ها زیر نظر این کمپانی، چندین فیلم از جمله من تونیا هستم، زن جوان آتیه‌دار (۲۰۲۰)، باربی و سالتبرن (۲۰۲۳) و نیز مجموعهٔ تلویزیونی دال‌فیس (۲۰۱۹–۲۰۲۲) و مینی‌سریال خدمتکار (۲۰۲۱) را تهیه‌کنندگی کرده‌اند.

## اوایل زندگی
مارگو الیز رابی ۲ ژوئیه ۱۹۹۰ در دالبی، کوئینزلند به دنیا آمد؛ پدرش داگ رابی، مالک سابق مزرعه و سرمایه‌دار نیشکر، و مادرش ساری کسلر، فیزیوتراپیست است. خواهر و برادر بزرگترش آنیا و لاچلان و برادر کوچکترش کامرون نام دارند. وقتی او پنج ساله بود والدینش از هم جدا شدند. رابی و خواهران و برادرانش توسط مادر مجرد خود بزرگ شدند و ارتباطی کمی با پدرشان داشتند. این خانواده در مزرعه‌ای زندگی می‌کردند که متعلق به پدربزرگ و مادربزرگش بود. رابی در کودکی پر جنب و جوش بود و اغلب در خانه نمایش اجرا می‌کرد.
رابی به‌واسطهٔ مادرش در یک مدرسه سیرک ثبت نام کرد که در آن‌جا در بندبازی عالی بود و در هشت سالگی کارنامه دریافت کرد. او در دوران دبیرستان، درام را در کالج سامرست فرا گرفت. او در نوجوانی سه شغل را به‌طور همزمان انجام می‌داد: او در یک مشروب فروشی حضور داشت، خانه‌ها را تمیز می‌کرد و در ساب‌وی کار می‌کرد. رابی پس از فارغ‌التحصیلی با تعدادی آگهی تبلیغاتی و فیلم‌های هیجانی مستقل در رزومه کاری خود، به ملبورن نقل مکان کرد تا بازیگری را به‌صورت حرفه‌ای آغاز کند.

## حرفه

### فعالیت اولیه و پیشرفت (۲۰۰۸–۲۰۱۵)

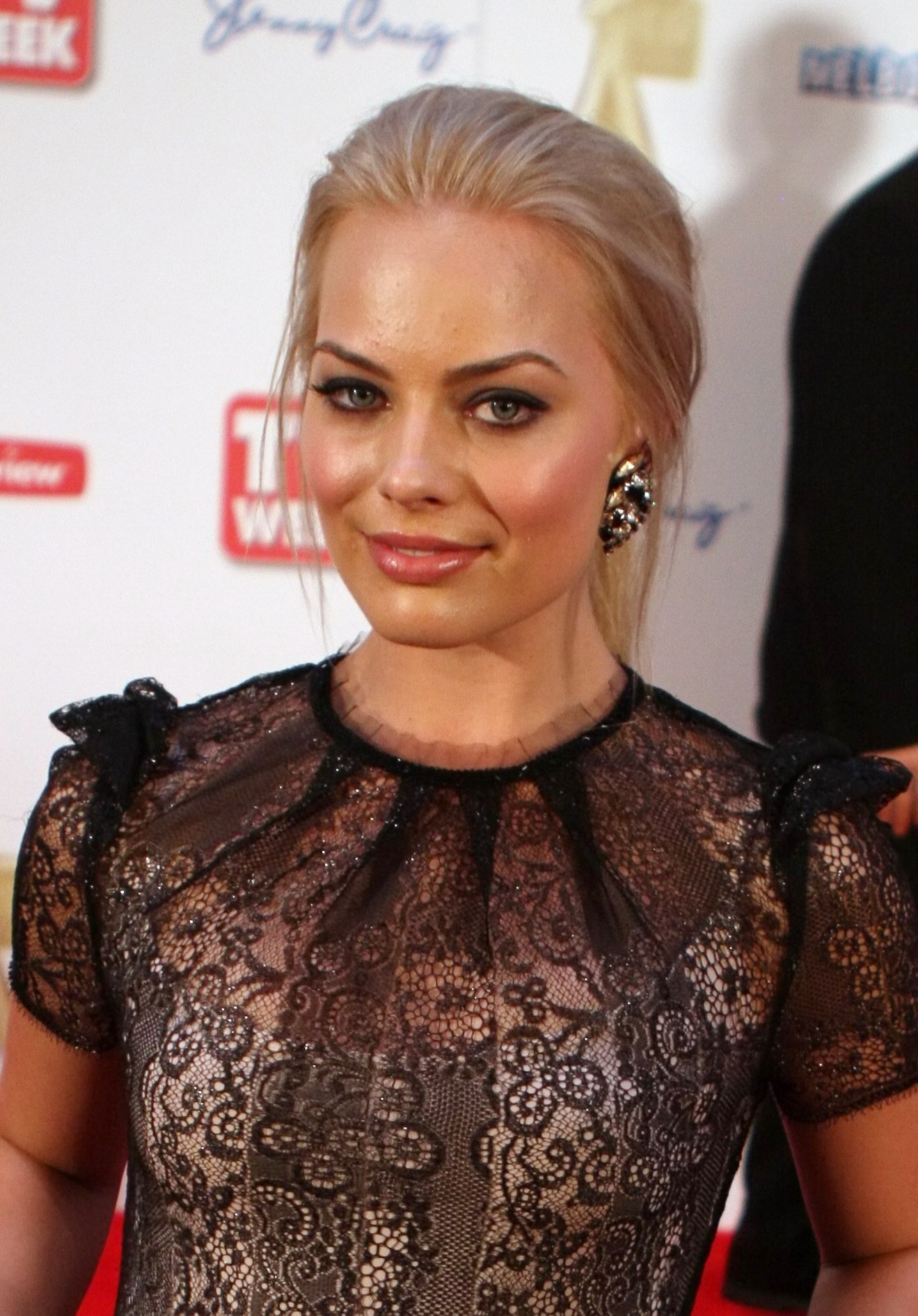
رابی در ۲۰۱۱

اولین نقش‌های بازیگری رابی در دوران دبیرستان بود؛ در آن زمان او در دو فیلم هیجان‌انگیز مستقل کم‌هزینه به نام‌های پارتیزان و آی.سی.یو. بازی کرد که هر دو سال‌ها بعد اکران شدند. او تجربه حضور در صحنه فیلم را «یک رؤیا به حقیقت پیوست» توصیف کرد. او اولین حضور تلویزیونی خود را در سال ۲۰۰۸ در نقش مهمان سریال درام دایره جنایی تجربه کرد و به دنبال آن یک آرک دو قسمتی در سریال تلویزیونی کودکانه پرنسس بزرگ‌اندام ایفا کرد که در آن در کنار لیام همسورث حضور داشت.
رابی با تشویق نمایندهٔ قانونی خود در آن زمان، برای سریال تلویزیونی همسایگان تست داد. او در ژوئن ۲۰۰۸ بازی در نقش دونا فریدمن را آغاز کرد؛ این نقش قرار بود یک شخصیت مهمان باشد، اما رابی پس از اولین بازی خود به گروه بازیگران عادی ارتقا یافت. در دوره سه ساله خود در این مجموعه، او دوبار نامزد دریافت جایزه لوگی شد. مدت کوتاهی پس از ورود به آمریکا، رابی نقش لورا کامرون، مهماندار هواپیمای تازه آموزش دیده در سریال درام تاریخی پان ام (۲۰۱۱) را کسب کرد. این سریال با رتبه‌بندی بالا و نقدهای مثبت پخش شد اما پس از یک فصل به دلیل کاهش بینندگان لغو شد.
رابی اولین بار بازی در فیلم بلند را در کمدی رمانتیک دربارهٔ زمان (۲۰۱۳) از ریچارد کرتیس با بازی دامنل گلیسون و ریچل مک‌آدامز تجربه کرد. داستان این فیلم مرد جوانی با توانایی سفر در زمان است که سعی می‌کند گذشته خود را به امید بهبود آینده خود تغییر دهد. او برای ایفای نقش عشق دست‌نیافتنی دوران نوجوانی شخصیت گلیسون، لهجه بریتانیایی را به کار گرفت. این فیلم یک موفقیت متوسط از نظر انتقادی و تجاری بود، و منتقد در ورایتی بازیگران را ستایش کرد، اما شخصیت‌های ذخیره را به‌دلیل بیش از حد آشنا بودن مورد انتقاد قرار داد.
نقش برجستهٔ رابی در همان سال با نقش نائومی لاپاگلیا، همسر جردن بلفورت در کمدی سیاه زندگی‌نامه‌ای مارتین اسکورسیزی با عنوان گرگ وال استریت حاصل شد. این فیلم با بازی لئوناردو دی‌کاپریو در نقش بلفورت، دیدگاه او را در مورد پیشهٔ خود به عنوان یک دلال سهام در شهر نیویورک و چگونگی فساد شرکت او و کلاهبرداری گسترده در وال استریت که منجر به سقوط او شد، بازگو می‌کند. رابی در تست بازیگری خود برای این نقش، در یک صحنه دعوا به دی‌کاپریو سیلی زد که در نهایت نقش را برای او به ارمغان آورد. این فیلم و بازی او نقدهای مثبتی دریافت کردند. او به‌ویژه برای لهجه بروکلینی‌اش روی پردهٔ سینما مورد تحسین قرار گرفت. منتقد، ساشا استون، دربارهٔ بازی رابی نوشت: «او بهترین اکتشاف از بامب‌شل بمب بلوند اسکورسیزی از زمان کتی موریارتی در گاو خشمگین است. رابی خنده دار و سرسخت است و هر صحنه ای را که در آن حضور دارد» با موفقیت اجرا کرده‌است. گرگ وال استریت ۳۹۲ میلیون دلار در جهان فروش داشت و پرفروش‌ترین فیلم اسکورسیزی تا به امروز است. رابی نامزد دریافت جایزهٔ فیلم ام‌تی‌وی بهترین اجرای برجسته شد و جایزهٔ امپایر بهترین بازیگر تازه‌وارد را دریافت کرد. رابی و همسر آینده‌اش تام آکرلی و دوستان قدیمی‌شان، سوفیا کر و جوزی مک‌نامارا، با هدف تولید پروژه‌های بیشتر زنانه، شرکت تولیدی خود به‌نام لاکی چاپ انترتینمنت را تأسیس کردند. این شرکت در سال ۲۰۱۴ تأسیس شد و نام آن از چارلی چاپلین الهام گرفته شده‌است.

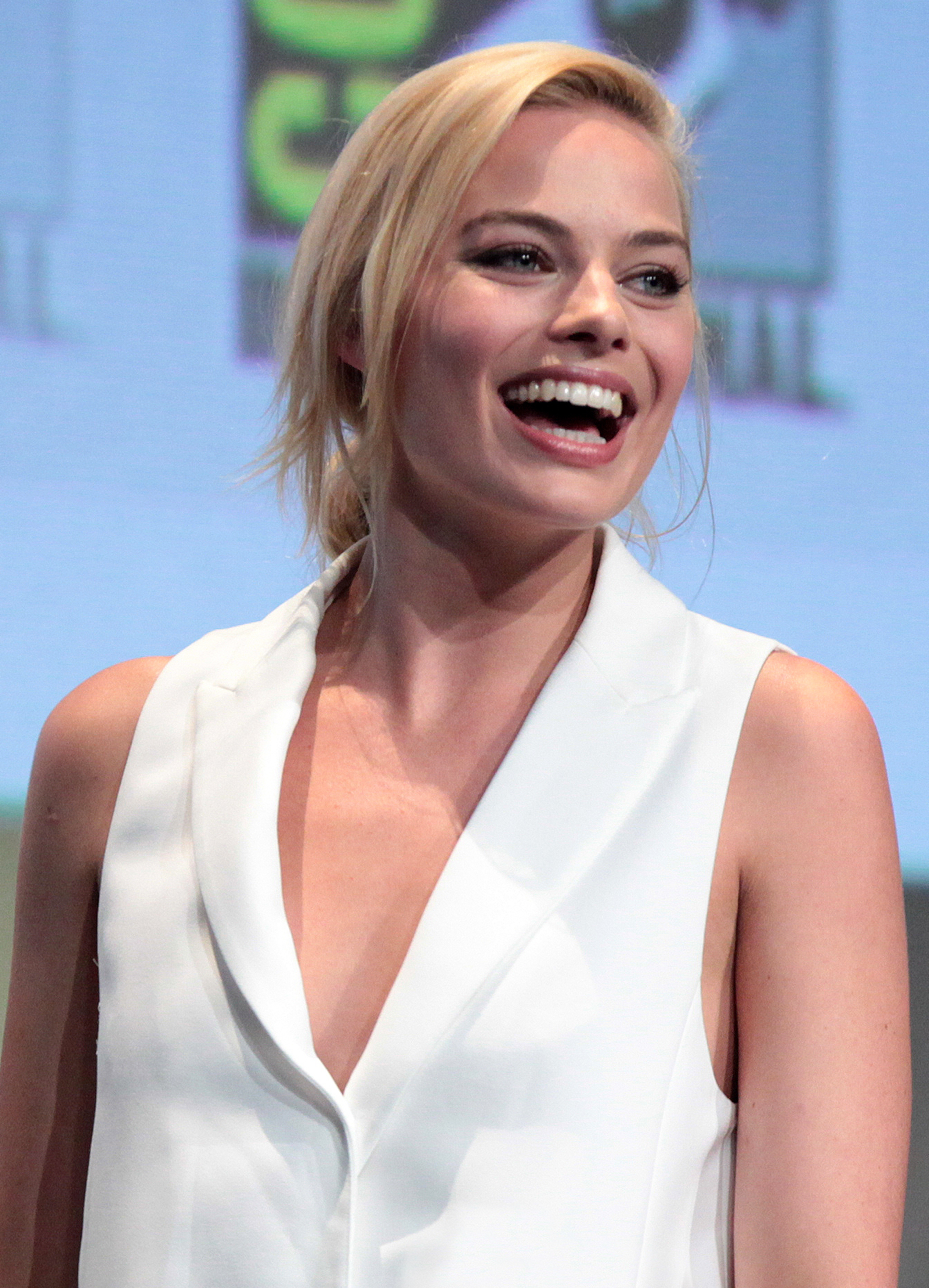
رابی در کامیک-کان سن دیگو ۲۰۱۵

چهار فیلم از رابی در سال ۲۰۱۵ اکران شد. اولین فیلم او در مقابل ویل اسمیت در کمدی-درام تمرکز بود که ۱۵۸ میلیون دلار در جهان فروش داشت. او در این فیلم، نقش یک دزد بی‌تجربه را بازی کرد که این کار را از روی شخصیت اسمیت می‌آموزد؛ او نحوه جیب بری برای این نقش را را از آپولو رابینز آموخت. نقدهای این فیلم به‌طور کلی متفاوت بود، اما بازی رابی مورد تحسین قرار گرفت. او در همان سال نامزد دریافت جایزهٔ ستاره نوظهور بفتا شد. حضور بعدی او در کنار میشل ویلیامز و کریستین اسکات توماس در درام عاشقانه جنگی سوئیت فرانسوی بود؛ این فیلم بر اساس قسمت دوم رمانی به همین نام اثر ایرن نمیروفسکی ساخته شد. در این فیلم، او نقش زنی را بازی کرده که در جریان اشغال فرانسه توسط آلمان در طول جنگ جهانی دوم، عاشق یک سرباز آلمانی می‌شود. لزلی فلپرین از نشریهٔ هالیوود ریپورتر این نقش را «تعهد کردن» می‌دانست.
رابی بعدها اولین نقش اصلی خود را در درام پسا آخرالزمانی ز مثل زکریا از کریگ زوبل در کنار کریس پاین و چیویتل اجیوفور ایفا کرد. این فیلم که تا حدی بر اساس کتابی به همین نام اثر رابرت سی اوبراین ساخته شده‌است، آن باردن (رابی) را دنبال می‌کند که در یک مثلث عاشقانه احساسی با آخرین بازمانده‌های شناخته شده فاجعه ای که بیشتر تمدن را از بین می‌برد، قرار دارد. او در حین آماده‌شدن برای فیلم موهایش را قهوه‌ای رنگ کرد و یادگرفت با لهجه آپالاش صحبت کند. این فیلم نقدهای مثبتی دریافت کرد و بازی رابی به‌طور گسترده مورد تحسین قرار گرفت و درو مک وینی از هیت‌فیکس گفت که «کار رابی در اینجا او را به عنوان یکی از بهترین بازیگران زن در محدوده سنی خود امروز معرفی می‌کند.» چهارمین اکران او در سال ۲۰۱۵ یک حضور کوتاه در کمدی-درام رکود بزرگ از آدام مک‌کی بود که در آن او دیوار چهارم را می‌شکند تا در وان حمام به توضیح وام‌های با اعتبار پایین بپردازد. رکود بزرگ با موفقیت تجاری و انتقادی همراه بود و در پی فشار استقراض گیم‌استاپ، حضور کوتاه رابی شش سال بعد به یک موضوع پرطرفدار تبدیل شد؛ زیرا توضیحات او نقاط مرجعی برای آنچه در گیم‌استاپ و سهام مرتبط می‌افتاد ارائه می‌کرد.

### شهرت جهانی (۲۰۱۶–۲۰۱۸)
در سال ۲۰۱۶، رابی دوباره با گلن فیکارا و جان ریکوآ همکاری داشت و نقش یک خبرنگار جنگی بریتانیایی را در فیلم اقتباسی از به هم ریختن طالبان به نام ویسکی تانگو فاکسترات ایفا کرد. این کمدی-درام یک شکست تجاری بود؛ هرچند موفقیت متوسطی از نظر منتقدان داشت. در اواخر همان سال، رابی نقش جین پورتر را در فیلم ماجراجویی افسانه تارزان از دیوید ییتس بازی کرد. او در مورد کم نکردن وزن و اطمینان از اینکه نقش مانند اقتباس‌های قبلی تارزان یک دختر مضطرب نیست، قاطعانه بود: «قطعاً نمی‌خواستم او دختری در پریشانی باشد بلکه می‌خواستم او فعالانه راهی برای خروج پیدا کند. من نمی‌خواستم او بنشیند و منتظر کسی باشد که او را نجات دهد، بلکه باید خودش مشکل را حل می‌کرد.» نقدهای فیلم عموماً نامطلوب بود، اما مانولا دارگیس از نیویورک تایمز، رابی را به خاطر «از پس کار برآمدن خودش» در نقش مکملش در کنار بازیگران مرد به همراه الکساندر اسکاشگورد و ساموئل ال. جکسون توصیف کرد.
رابی اولین کسی بود که نقش شخصیت شرور هارلی کوئین از دی‌سی کامیکس را در لایو اکشن ایفا کرد. او فیلم ابرقهرمانی دیوید آیر در سال ۲۰۱۶ یعنی جوخه انتحار در کنار گروهی از بازیگران شامل ویل اسمیت و جرد لتو قرارداد امضا کرد. او اعتراف کرد که هرگز کمیک‌ها را نخوانده‌است، اما مسئولیت بزرگی برای اجرای عدالت شخصیت و جلب رضایت طرفداران احساس می‌کند. رابی شش ماه قبل از فیلمبرداری فیلم، شروع به آماده شدن برای نقش این ابرشرور کرد. برنامه او شامل ژیمناستیک، بوکس، تمرین و یادگیری نحوه نگه داشتن نفس زیر آب به مدت پنج دقیقه بود. او اکثر بدلکاری‌های خودش را در این فیلم انجام داد. جوخه انتحار با موفقیت تجاری همراه بود و با فروش جهانی ۷۴۶٫۸ میلیون دلاری دهمین فیلم پرفروش سال ۲۰۱۶ بود؛ نقش رابی در این فیلم برجسته بود. در نقدی از مجلهٔ تایم، استفانی زاچارک متوجه شد که رابی «یک بازیگر جنایی جذاب، تقریباً از هر نظر دوست‌داشتنی» و کریستوفر اور از آتلانتیک بازی او را «به‌طور خالصانه فوق‌العاده» خواند. در اکتبر ۲۰۱۶، رابی میزبان افتتاحیهٔ فصل ۴۲ نمایش کمدی پخش زنده شنبه شب از شبکهٔ ان‌بی‌سی بود. حضور او شامل یک تقلید از ایوانکا ترامپ بود. افتتاحیهٔ این سریال بیشترین بینندهٔ را در هشت سال گذشته به خود جلب کرد. رابی با دامنل گلیسون در خداحافظ کریستوفر رابین (۲۰۱۷) از سایمن کورتیس همکاری کرد؛ این فیلم یک درام بیوگرافی دربارهٔ زندگی خالق وینی د پو، آلن الکساندر میلن و خانواده‌اش است. این فیلم و بازی او بازخوردهای متوسطی دریافت کرد اما یک شکست تجاری بود.

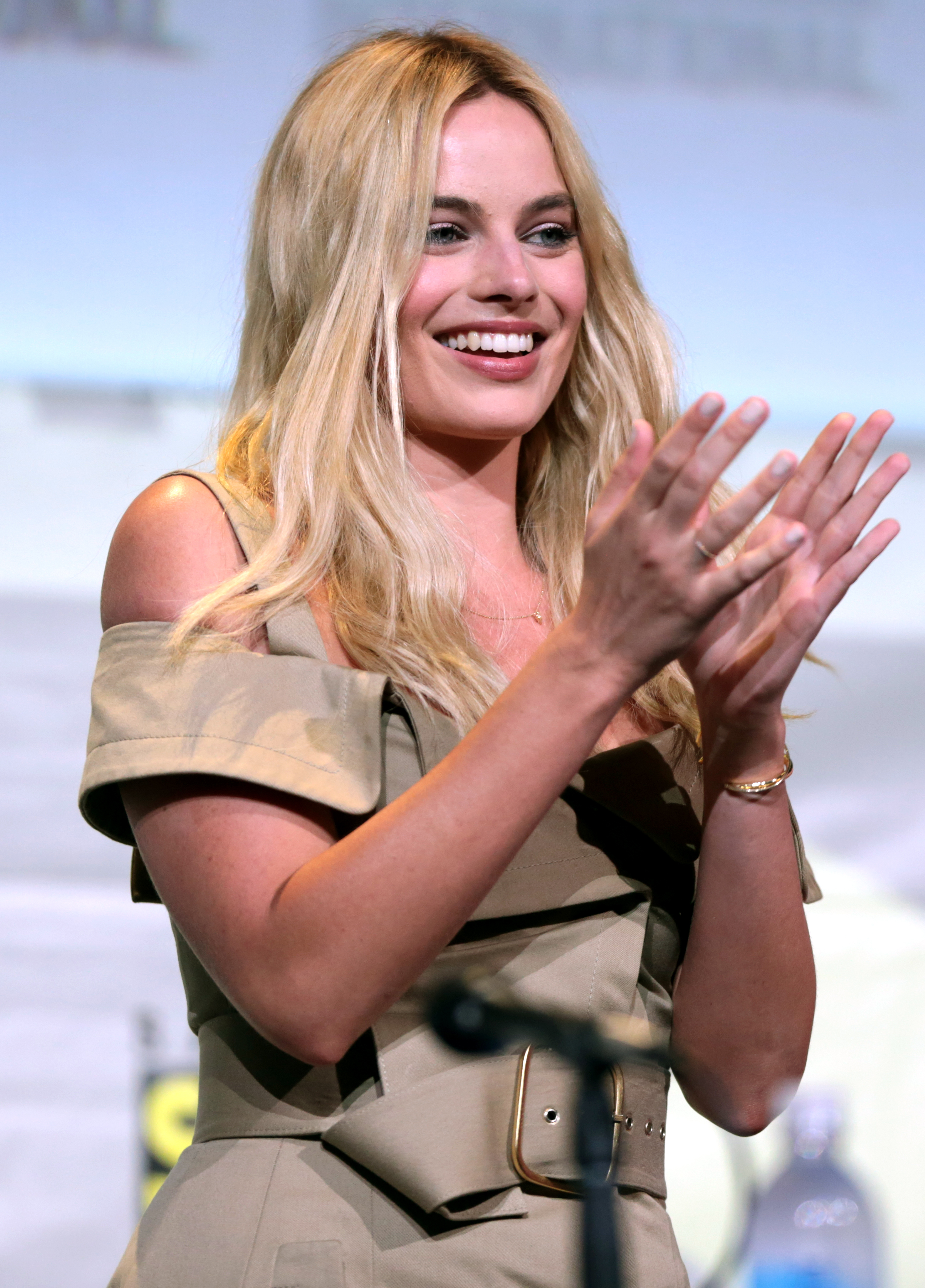
رابی در ۲۰۱۶

آخرین اکران او در سال ۲۰۱۷ و اولین اکران شرکت لاکی‌چپ اینترتینمنت، کمدی سیاه ورزشی من تونیا هستم از کریگ گیلسپی بود که بر اساس زندگی اسکیت باز آمریکایی تونیا هاردینگ (رابی) و ارتباط او با حمله به رقیبش نانسی کریگان در سال ۱۹۹۴ بود. رابی در آماده‌سازی با هاردینگ ملاقات کرد، فیلم‌های قدیمی و مصاحبه‌های او را تماشا کرد، با یک مربی صدا کار کرد تا با لهجه شمال غربی هاردینگ و صدای آواز در سنین مختلف صحبت کند و چندین ماه تحت آموزش‌های دقیق اسکیت با طراح رقص سارا کاواهارا قرار گرفت. من تونیا هستم اولین بار در جشنواره بین‌المللی فیلم تورنتو ۲۰۱۷ با تحسین منتقدان روبرو شد. جیمز لوکسفورد از مترو آن را بهترین اجرای رابی تا به امروز دانست او جوایز متعددی را برای بازی خود دریافت کرد؛ از جمله نامزدی جوایز اسکار، بفتا، گلدن گلوب و انجمن بازیگران فیلم که همه در رشتهٔ بهترین بازیگر زن بود. او اولین بازیگر زنی بود که برای به تصویر کشیدن یک ورزشکار المپیکی حقیقی نامزد اسکار شد.
رابی سال ۲۰۱۸ را با صداپیشگی خرگوش فلاپسی در انیمیشن کمدی پیتر خرگوشه از کارگردان ویل گلوک آغاز کرد که بر اساس مجموعه کتاب‌های بئاتریکس پاتر ساخته شده‌است. این انیمیشن در گیشه موفق بود و ۳۵۱٫۳ میلیون دلار در سرتاسر جهان در مقابل بودجه تولید ۵۰ میلیون دلاری فروخت. دو فیلم بعدی او در سال ۲۰۱۸—تریلر نئو نوآر ترمینال و کمدی ترسناک رولز کشتارگاه—با شکست‌های انتقادی و تجاری همراه بودند، اما بازی رابی در فیلم اول مورد تحسین قرار گرفت و جفری ام اندرسون از سان فرانسیسکو اکس‌ماینر نوشت: «رابی درخشان است. روشن است، و حتی اگر ترمینال خیلی خوب نیست، فرصتی برای تماشای درخشش او فراهم می‌کند.»
درام تاریخی ماری ملکه اسکاتلند آخرین اکران او در سال ۲۰۱۸ بود. در این فیلم سرشه رونان نقش شخصیت اصلی و رابی نقش دختر عموی او الیزابت یکم را ایفا می‌کند و داستان درگیری سال ۱۵۶۹ بین دو کشور آن‌ها را روایت می‌کند. رابی در ابتدا این نقش را رد کرده بود. قبل از هر روز تصویربرداری، او سه ساعت را روی صندلی آرایش می‌گذراند و از یک بینی مصنوعی که روی آن جای جوش و تاول نقاشی شده بود استفاده می‌کرد. این فیلم در انستیتوی فیلم آمریکا نمایش داده شد و اکثراً نظرات متفاوتی داشت. منتقدان، فیلم را به دلیل فیلمنامه و چندین نادرستی تاریخی نقد کردند، اما بازی رابی و رونان و هماهنگی بین آن‌ها را تحسین کردند. یولاندا ماچادو از درپ نوشت: «به رونان و رابی تعظیم کنید که دو شخصیت پیچیده افسانه‌ای را انتخاب کرده‌اند، [...] و مالکیت کامل هر دو نقش را داشتند. مری آتشین رونان و الیزابت از نظر عاطفی پیچیده رابی واقعاً بر روی پرده سینما سلطنت می‌کنند.» رابی نامزد دریافت جوایز بفتا و انجمن بازیگران فیلم شد.

### بازیگر مطرح (۲۰۱۹–اکنون)

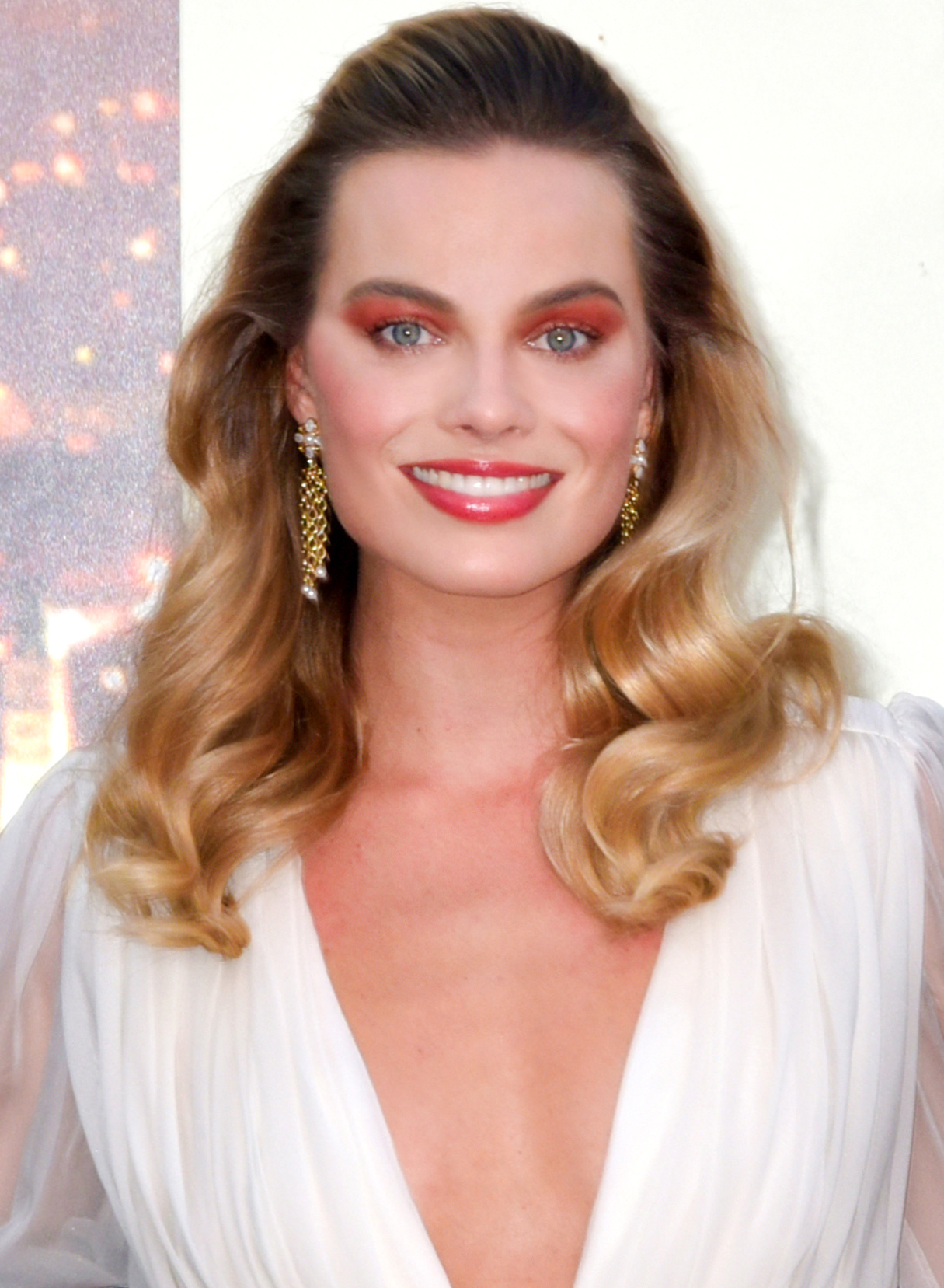
رابی در افتتاحیهٔ روزی روزگاری در هالیوود در سال ۲۰۱۹

اولین اکران رابی در سال ۲۰۱۹، محصول شرکت لاکی‌چپ انترتینمنت با نام سرزمین رؤیایی بود؛ این فیلم در ژانر تریلر جنایی و تاریخی بود که در دهه ۱۹۳۰ داست بول جریان دارد و با استقبال ضعیفی روبرو شد. رابی تنها گزینهٔ کوئنتین تارانتینو برای ایفای نقش شارون تیت در کمدی-درام روزی روزگاری در هالیوود با بازی لئوناردو دی‌کاپریو و برد پیت بود. این فیلم داستان بازیگرِ کاراکتر رو به افول (دی‌کاپریو) و بدلکارش (پیت) را در هالیوود نو روایت می‌کند. رابی «حس عظیمی از مسئولیت» احساس می‌کرد و با ملاقات اعضای خانواده و دوستان تیت، تماشای تمام فیلم‌های او و خواندن زندگی‌نامه همسر وقت تیت، رومن پولانسکی، برای این نقش آماده شد. روزی روزگاری در هالیوود در جشنواره فیلم کن ۲۰۱۹ به نمایش درآمد و با تحسین منتقدان روبرو شد که با فروش جهانی ۳۷۴٫۳ میلیون دلاری به موفقیتی تجاری دست یافت. علی‌رغم انتقادات زیاد به‌علت کمبود دیالوگ‌های رابی در فیلم، رابی کالین از دیلی تلگراف به صحنه‌ای از رابی در سینما تأکید داشت و از نظر او «لذت بخش‌ترین» سکانس فیلم بود.
همچنین در سال ۲۰۱۹، او در نقش شخصیتی ترکیبی بر اساس چندین کارمند فاکس نیوز را در درام بامب‌شل ساخته جی روچ بازی کرد. این فیلم با بازی شارلیز ترون و نیکول کیدمن، داستان پرسنل زن مختلف در شبکه خبری و گزارش‌های آن‌ها از آزار جنسی توسط رئیس این شبکه راجر ایلز را بازگو می‌کند. رابی لهجه شخصیت خود را بر اساس کاترین هریس ایفا کرد. این فیلم نقدهای مثبتی دریافت کرد. کنت توران از لس آنجلس تایمز نوشت: «رابی در بهترین حالت خود است، قوس داستان او آنقدر کوبنده است که با طولانی‌ترین مدت با شما می‌ماند.» او برای بازی در فیلم‌های روزی روزگاری در هالیوود و بامب‌شل، دوبار نامزد دریافت جایزه بفتای بهترین بازیگر نقش مکمل زن و جایزه انجمن بازیگران فیلم برای گروه بازیگران برجسته در یک فیلم شد و برای بامب‌شل نامزد دریافت اسکار، گلدن گلوب و انجمن بازیگران فیلم در رشتهٔ بهترین بازیگر نقش مکمل زن شد.
رابی دهه جدید را با بازی مجدد در نقش هارلی کوئین در پرندگان شکاری از کتی یان آغاز کرد. او که مصمم به ساخت یک فیلم اکشن با حضور بازیگران زن بود، ایده این فیلم را در سال ۲۰۱۵ به برادران وارنر ارائه کرد. رابی سه سال بعد را صرف توسعه پروژه تحت شرکت تولید خود و تلاش برای استخدام یک کارگردان و فیلمنامه‌نویس زن کرد. پرندگان شکاری، همراه با اجرای رابی، بازخوردهای کلی مثبتی را به دست آورد. ایان فریر از امپایر نوشت که «باارزش‌ترین بازیکن رابی است، که به هارلی عجیب و غریب و دلربا باورپذیری می‌بخشد و به زندگی درونی هارلی بدون یک خروار از دیالوگ اشاره می‌کند.»
رابی تهیه‌کنندهٔ فیلم کمدی زن جوان آتیه‌دار (۲۰۲۰) اثر نویسنده-کارگردان امرالد فنل بود. کری مولیگان در آن نقش زنی را بازی می‌کرد که به دنبال انتقام از مرگ بهترین دوستش بود که قربانی تجاوز جنسی شده بود. این فیلم در جشنواره فیلم ساندنس ۲۰۲۰ به نمایش درآمد و با تحسین منتقدان روبرو شد، و نامزد دریافت اسکار بهترین فیلم گردید. در سال ۲۰۲۱، رابی نقش خود را در انیمیشن پیتر خرگوشه ۲: فراری که یک سال بعد به دلیل همه‌گیری کووید-۱۹ منتشر شد، تکرار کرد. این فیلم نقدهای متفاوتی دریافت کرد و ۱۵۳٫۸ میلیون دلار در سراسر جهان فروخت. او همچنین برای سومین بار نقش هارلی کوئین را در دنبالهٔ مستقل جوخه انتحار به نام جوخهٔ انتحار به نویسندگی و کارگردانی جیمز گان ایفا کرد. با توجه به همه‌گیری کویید-۱۹، این فیلم به‌طور همزمان در سینما و در سرویس اچ‌بی‌او مکس منتشر شد. منتقد اوون گلیبرمن «نقش‌آفرینی دلپذیر» رابی در آن را تحسین کرد.

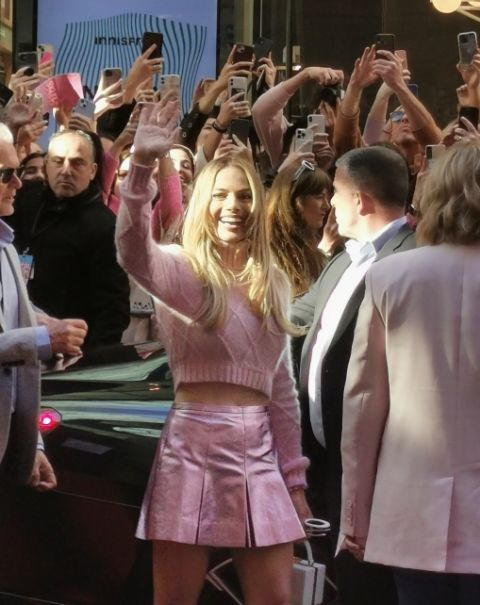
رابی در افتتاحیهٔ سیدنی باربی در ۲۰۲۳

در سال ۲۰۲۲، رابی بار دیگر نقشش در مجموعهٔ همسایگان را در آخرین قسمت از این مجموعه ایفا کرد. او در کمدی تاریخی آمستردام ساختهٔ دیوید او. راسل در کنار گروهی از بازیگران به ایفای نقش پرداخت. این فیلم شکستی تجاری و انتقادی بود. در دومین اکران سینمایی او در این سال، رابی نقش نلی لاروی (بازیگر الهام‌گرفته از ستاره سینمای صامت، کلارا بو) را در کمدی-درام بابیلون ساختهٔ دیمین شزل بازی کرد. در حین آماده‌سازی، او آثار بو را مطالعه کرد و در مورد دوران کودکی دلخراش او به تحقیق پرداخت. او لاروی را به‌عنوان «از لحاظ فیزیکی و احساسی خسته‌کننده‌ترین شخصیتی که تا به حال بازی کرده‌ام» توصیف کرد. دیدگاه منتقدان به فیلم متفاوت بود اما نقش‌آفرینی او مورد تحسین قرار گرفت؛ کرین جیمز از بی‌بی‌سی کالچر نوشت: «اجرای جسورانه و کاریزماتیک رابی، نلی را به چهره‌ای جسور، همواره غیرقابل کنترل و دلسوز تبدیل می‌کند». او یک نامزدی دیگر در مراسم گلدن گلوب در رشتهٔ بهترین بازیگر زن دریافت کرد.
سال بعد، رابی در فیلم کمدی استروید سیتی ساختهٔ وس اندرسن، سکانسی تکی داشت. کریس هویت از استار تریبیون «بازیگری پرشور و حرارتش در سکانس مجزایش» را «کاملاً قضاوت‌شده» توصیف کرد. فیلم کمدی فانتزی باربی که رایان گاسلینگ در نقش کِن هم‌بازی او بود، اکران سینمایی بعدی رابی به‌شمار می‌رفت. رابی به‌عنوان تهیه‌کننده، برای ساخت فیلمی از عروسک باربی، حق انتشار آن را در سال ۲۰۱۸ از شرکت متل خریداری کرد. او گرتا گرویگ را برای نویسندگی و کارگردانی فیلم انتخاب کرد و بعد از اینکه گل گدوت پیشنهاد رابی مبنی بر بازی در آن را رد کرد، رابی نقش اصلی را خودش به عهده گرفت. در زمان آماده‌سازی، گرویگ و او موزیکال‌های قدیمی تکنی‌کالر مانند کفش‌های قرمز (۱۹۴۸) و چترهای شربورگ (۱۹۶۴) را تماشا کردند. ورایتی گزارش داد که رابی برای این نقش ۱۲٫۵ میلیون دلار دستمزد گرفت که بالاترین رقم برای بازیگر زن هالیوود در آن سال بود. آلیسون ویلمور در وبگاه والچر به میزان تناسب رابی با این نقش توجه داشت و او را بابت ترکیبِ «جدیت دردناک» و «شوخ‌طبعی» در اجرایش تحسین کرد. باربی بیش از ۱٫۴ میلیارد دلار فروش جهانی داشت و پرفروش‌ترین فیلم رابی شد. او برای اجرایش بار دیگر نامزد بفتا و گلدن گلوب، و علاوه بر این نامزد اسکار بهترین فیلم شد.
همچنین در سال ۲۰۲۳، رابی تهیه‌کنندهٔ دومین تجربهٔ کارگردانی امرالد فنل یعنی سالتبرن بود.

## زندگی خصوصی

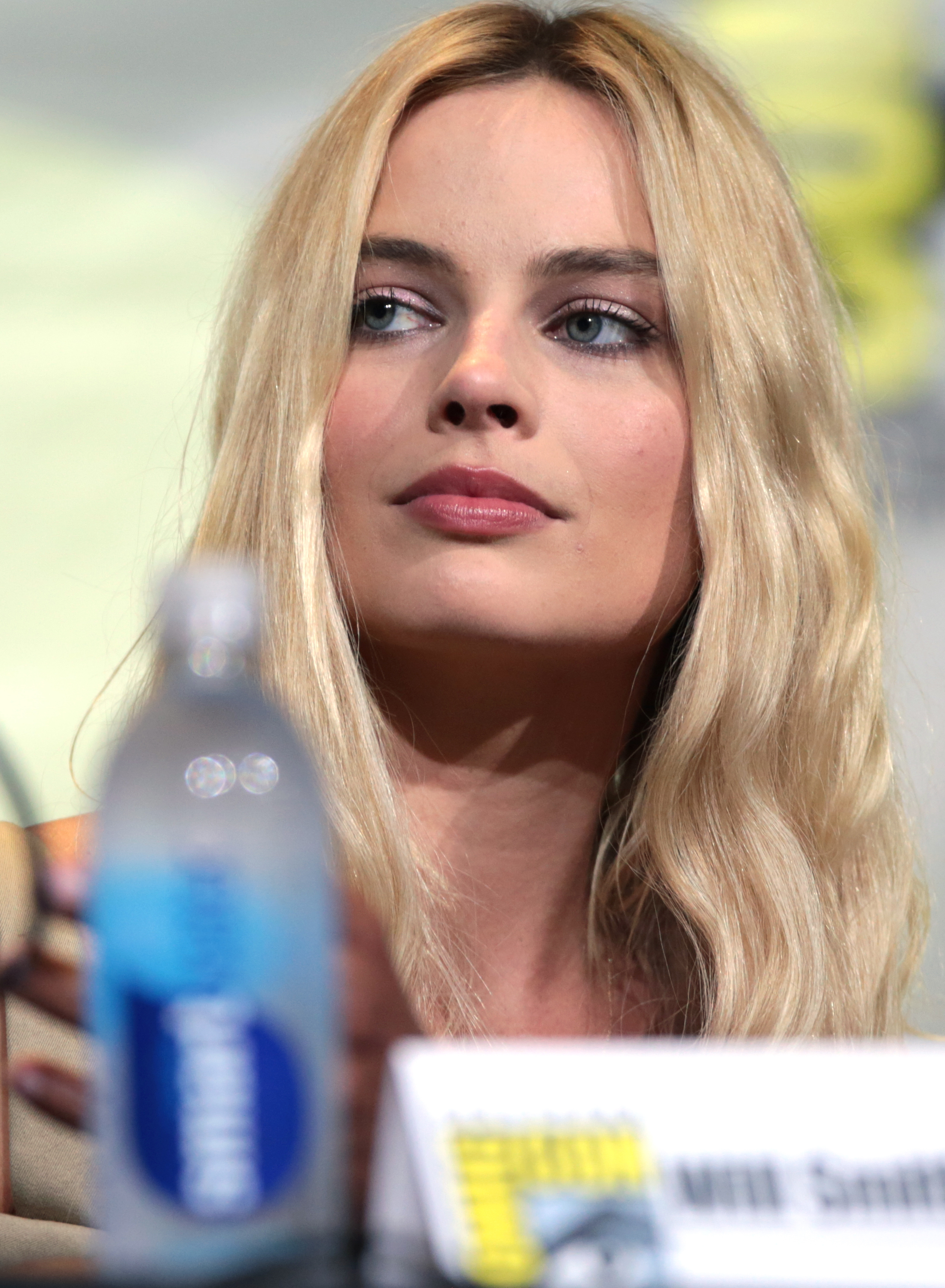
تصویر سخنرانی رابی در کامیک کان شهر سن دیگو در سال ۲۰۱۶

رابی در اوایل دهه ۲۰۱۰ از ملبورن به ویلیامزبرگ، بروکلین نقل مکان کرد. در آن دوره، او یکی از طرفداران مشتاق هاکی روی یخ شد، از نیویورک رنجرز حمایت کرد و در یک لیگ آماتور هاکی روی یخ بازی کرد. با وجود توجه زیاد رسانه‌ها، رابی به ندرت دربارهٔ زندگی شخصی خود صحبت می‌کند.
رابی در سال ۲۰۱۳ با دستیار کارگردان بریتانیایی تام آکرلی در صحنه فیلمبرداری سوئیت فرانسوی ملاقات کرد و در سال ۲۰۱۴، او همراه با آکرلی و بنیانگذاران شرکت لاکی‌چپ انترتینمنت، سوفیا کر و جوسی مک نامارا به لندن نقل مکان کرد. در اواخر همان سال، رابی و آکرلی رابطهٔ عاشقانه‌ای را آغاز کردند. آنها در دسامبر ۲۰۱۶ در استرالیا ازدواج کردند، و در ساحل ونیز، کالیفرنیا زندگی می‌کنند.

## تصویر عمومی

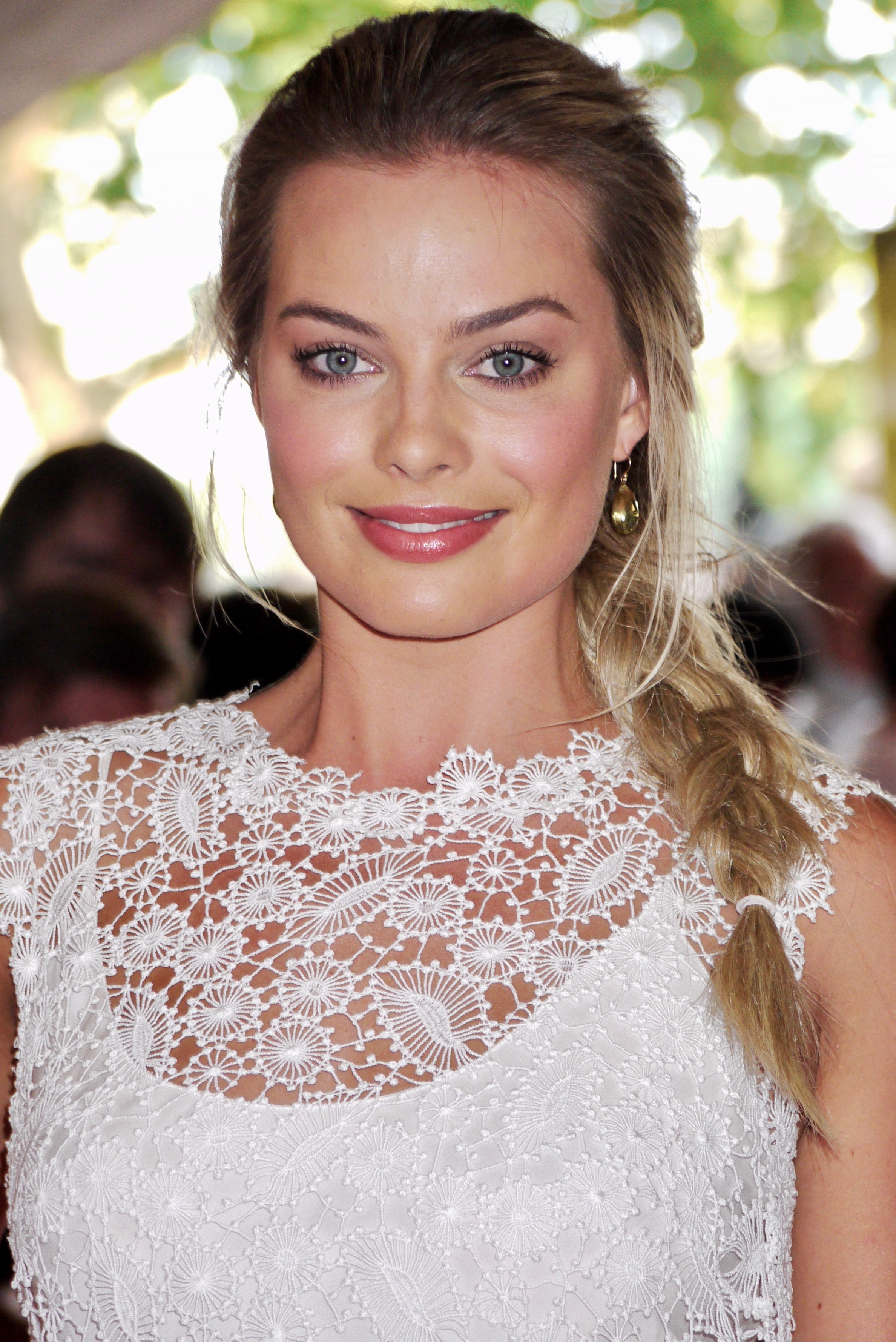
رابی در خانه هنر سامرست در سال ۲۰۱۳

رابی به‌خاطر بازی در فیلم‌های پرمخاطب، محصولات جریان اصلی و فیلم‌های مستقل با بودجهٔ کم شناخته شده‌است؛ او در این نوع فیلم‌ها توانسته طیف گسترده‌ای از نقش‌های دراماتیک و کمدی خود را به نمایش بگذارد.
ونتی فر او را برای بازی در گرگ وال استریت، یکی از بازیگران موفق در سال ۲۰۱۳ معرفی کرد. در سال ۲۰۱۷، نام او در فهرست سالانه ۳۰ شخص زیر ۳۰ سال فوربز قرار داده شد. در همان سال، تایم او را یکی از ۱۰۰ فرد تأثیرگذار در جهان معرفی کرد. در سال ۲۰۱۹، فوربر او را با درآمد سالانه ۲۳٫۵ میلیون دلاری در میان پردرآمدترین بازیگران زن جهان قرار داد و هالیوود ریپورتر نام او را در میان ۱۰۰ فرد قدرتمند در زمینه سرگرمی قرار داد. در سال ۲۰۲۱، او از سوی هالیوود ریپورتر به عنوان یکی از ۱۰۰ زن تأثیرگذار در عرصه سرگرمی انتخاب شد.
وگ او را «یکی از پر زرق و برق‌ترین ستاره‌ها» معرفی کرده‌است و در سال‌های ۲۰۱۸ و ۲۰۱۹ از سوی خرده فروش مد لوکس نت-ای-پورتر به عنوان یکی از خوش‌پوش‌ترین زنان نام گرفت. در سال‌های ۲۰۱۴ و ۲۰۱۶، نام او در فهرست ۹۹ زن برتر اسک‌من ظاهر شد و هر سال در میان ده زن برتر قرار گرفت. همچنین در سال ۲۰۱۶، رابی در فهرست اف‌اچ‌ام از «۱۰۰ زن جذاب جهان» در رتبه اول قرار گرفت. از سال ۲۰۱۶، او به عنوان سفیر برندهایی مانند کلوین کلاین، نیسان و شنل انتخاب شده‌است. او آخرین سفیری بود که کارل لاگرفلد قبل از مرگش در فوریه ۲۰۱۹ انتخاب کرد.

## کارنامهٔ هنری و جوایز
بر اساس گزارش وبگاه نقد و بررسی راتن تومیتوز، تحسین‌شده‌ترین فیلم‌های رابی عبارتند از: دربارهٔ زمان (۲۰۱۳)، گرگ وال استریت (۲۰۱۳)، ز مثل زکریا (۲۰۱۵)، سوئیت فرانسوی (۲۰۱۵)، ویسکی تانگو فاکسترات (۲۰۱۶)، من تونیا هستم (۲۰۱۷)، روزی روزگاری در هالیوود (۲۰۱۹)، پرندگان شکاری (۲۰۲۰)، جوخه انتحار (۲۰۲۱) و باربی (۲۰۲۳).
رابی سه بار نامزد دریافت جایزهٔ اسکار شده‌است: بهترین بازیگر زن برای من تونیا هستم، بهترین بازیگر نقش مکمل زن برای بامشل (۲۰۱۹) و بهترین فیلم برای باربی.